# Лібертинізм
Лібертинізм, також уживаний термін лібертинаж (фр. libertinisme, libertinage) — назва нігілістичної філософії, що заперечує прийняті в суспільстві норми (насамперед моральні).
Лібертіни (лібертени) — так називали в XVII — XVIII ст. прихильників вільної, гедоністичної моралі. Зазвичай це були представники вищої знаті та їхні клієнтели, які створювали таємні мережі дружніх зв'язків, засновані на спільності еротичних смаків. У Франції існувала особлива лібертенська субкультура.
Вперше цей термін був застосований Жаном Кальвіном до діяльності голландської секти анабаптистів, яка відкидала багато суспільних норм і проповідувала усуспільнення майна і жінок.
З часом слово «лібертін» стало означати свободу від обмежень, зокрема соціальних, моральних і релігійних норм. Ця філософія набула прихильників в XVIII та XIX століттях у Франції і Англії. Помітним ідеологом лібертинізму був маркіз де Сад. У наш час лібертинізм асоціюється садомазохізмом, нігілізмом, вільним коханням і свінгом. Іноді лібертинізм плутають із лібертаріанством, що є цілком іншим поняттям.